# Margaret Geller
Margaret Geller (* 8. prosince 1947 Ithaca, New York) je americká astrofyzička pracující v Harvard-Smithsonian Center for Astrophysics. Její práce zahrnuje průkopnické mapy blízkého vesmíru, studie vztahů galaxií a jejich prostředí a aplikace metod pro měření distribuce hmoty ve vesmíru.

## Kariéra
Geller získala bakalářský titul z fyziky na Kalifornské univerzitě v Berkeley (1970) a doktorát z fyziky na Princetonské univerzitě (1975). Po postgraduálním výzkumném působení na Harvard-Smithsonian Center for Astrophysics se stala odbornou asistentkou astronomie na Harvardově univerzitě (1980–1983). Poté začala pracovat jako výzkumnice na Smithsonian Astrophysical Observatory.

## Výzkum
Geller je známá především pro svou pozorovatelskou a teoretickou práci v kosmologii a extragalaktické astronomii. V osmdesátých letech vytvořila průkopnické mapy rozsáhlé části vesmíru, což vedlo k objevu galaktického vlákna Great Wall. Na observatoři MMT provádí mnohem rozsáhlejší výzkum vesmíru nazvaný HectoMAP. Geller vyvinula inovativní techniky na průzkum vnitřní struktury a celkové hmotnosti kup galaxií a vztahu kup k rozsáhlým strukturám.
Geller je také spoluobjevitelkou hepervelocitních hvězd.